# Nando (futbolista)
Fernando López Fernández (Ferrol, España; 24 de diciembre de 1957) fue un futbolista español que se desempeñaba como centrocampista.

## Clubes
| Club                  | País   | Año         |
| --------------------- | ------ | ----------- |
| Racing Club de Ferrol | España | 1975 - 1978 |
| Elche CF              | España | 1978 - 1984 |
| Real Avilés CF        | España | 1984 - 1985 |
| CD As Pontes          | España | 1985 - 1991 |